# Shigechiyo Izumi
Shigechiyo Izumi (泉 重千代 Izumi Shigechiyo?, 29 de junio de 1865 o 1880-21 de febrero de 1986) fue un centenario japonés, una de las personas supuestamente más longevas después de la muerte de Niwa Kawamoto, también del Japón. En un principio, su caso fue verificado por El libro Guinness de los récords, quien le otorgó el título del hombre más viejo de todos los tiempos, pero, más tarde retiró la verificación, publicando en su edición de 2012 que Christian Mortensen era "el hombre más viejo verificado jamás", retirando la mención a Izumi.

## Biografía
Shigechiyo Izumi es el único hijo de Tameminamoto Izumi y su madre Tsurukame. Perdió a sus padres a la edad de 6 meses y se convirtió en el hijo adoptivo de su abuelo Katsuzumi Izumi en febrero de 1866. Su esposa Miya Tadashi (1866-1956) murió a la edad de 90 años. De acuerdo a la edición del Guinness World Records de 1993, Izumi bebía Shōchū con azúcar moreno (una bebida alcohólica japonesa a menudo destilada a partir de cebada o arroz) y comenzó a fumar a los 70 años.

## Muerte y controversia sobre la edad
Después de una breve hospitalización, Izumi murió de neumonía a las 21:15 (hora del Japón). El 21 de febrero de 1986, Izumi era la persona con el título de longevidad más largo. Había sido una de las dos personas verificadas (siendo la otra Jeanne Calment) que había vivido más allá de su 120 cumpleaños, aunque una investigación posterior descartó esta verificación. En abril de 1987, 14 meses después de la muerte de Izumi, el Departamento de Epidemiología del Instituto Metropolitano de Gerontología de Tokio informó que la investigación de los registros de inscripción de la familia de Izumi indicaba que Izumi podría haber tenido 105 años cuando murió. Además, en el 'Guinness World Records Book' de 2011 se "afirma que el certificado de nacimiento presentado como prueba, en realidad podría pertenecer a su hermano mayor", que murió a una edad temprana. Si la familia utilizó el nombre Shigechiyo como necrónimo (es decir, le dio el nombre de su hermano muerto), como la nueva investigación sugiere, esto significa que su edad final fue de 105 años, no de 120.
El caso indiscutible más antiguo de longevidad masculina es el de Jiroemon Kimura, también japonés, quien nació el 19 de abril de 1897 y murió el 12 de junio de 2013 a la edad de 116 años y 54 días.